# Lugares diferentes
Lugares diferentes es el primer extended play del cantante colombiano Gusi.
El álbum se caracteriza por el estilo particular de Gusi, con presentación totalmente acústica. Asimismo, el álbum muestra versiones a este estilo musical de alguno de sus sencillos como «Quiero contigo», «Te quiero tanto», «Soltero» y «Qué vaina buena» y otros en su etapa como Gusi & Beto como «La mandarina» y «Cómo me duele».

## Lista de canciones
| N.º | Título            | Duración |  |
| 1.  | «Quiero contigo»  | 3:06     |  |
| 2.  | «Qué vaina buena» | 3:39     |  |
| 3.  | «Cómo me duele»   | 4:04     |  |
| 4.  | «Te quiero tanto» | 3:28     |  |
| 5.  | «Soltero»         | 3:23     |  |
| 6.  | «La mandarina»    | 3:43     |  |